# Кечмания 25
Кечмания 25 (на английски: WrestleMania XXV, WrestleMania 25, промотирана също и като The 25th Anniversary of WrestleMania) е турнир на Световната федерация по кеч. Турнирът е pay-per-view и се провежда на 5 април 2009 г. на Релиант Стейдиъм в Хюстън, Тексас.

## Мачове
| #    | Мачове | вид на мача                                                                                                | Време |
| ---- | --- | --- | ----- |
| Дарк | Колоните (Карлито и Примо) победиха Джон Морисън и Миз                                                                           | Мач с дървари (Lumberjack match) за събиране на Отборната титла на WWE и Световната отборна титла          | 08:20 |
| 1    | Си Ем Пънк(c) победи Кейн, Марк Хенри (с Тони Атлас), Ем Ви Пи, Шелтън Бенджамин, Кофи Кингстън, Крисчън, и Финли (с Хорнсуогъл) | Мач със стълби за Договора в Куфарчето                                                                     | 14:24 |
| 2    | Сантина Марела елиминира Бет Финикс и Мелина                                                                                     | Кралско меле с 25 Диви за определяне на първата Мис Кечмания                                               | 04:35 |
| 3    | Крис Джерико победи Роди Пайпър, Рики Стиймбоут и Джими Снука (с Рик Светкавицата)                                               | 3 на 1 хендикап елиминационен мач                                                                          | 08:57 |
| 4    | Мат Харди победи Джеф Харди | Мач с екстремни правила                                                                                    | 13:14 |
| 5    | Рей Мистерио победи Джон Брадшоу Лейфилд                                                                                         | Сингъл Мач за Интерконтиненталната титла                                                                   | 00:21 |
| 6    | Гробаря победи Шон Майкълс | Нормален Мач                                                                                               | 30:41 |
| 7    | Джон Сина победи Острието (c) и Грамадата                                                                                        | Сингъл Мач за титлата в тежка категория                                                                    | 14:53 |
| 8    | Трите Хикса (c) победи Ренди Ортън                                                                                               | Сингъл Мач за титлата на федерацията. Ако Трите Хикса бъде дисквалифициран Ренди Ортън ще спечели титлата. | 23:34 |